# Game Grumps
Game Grumps är en Let's Play-serie skapad av Arin Hanson och Jon Jafari den 18 juli 2012. I avsnitten spelar Hanson och Jafari TV-spel medan de kommenterar spelen. I september 2012 gick Barry Kramer med som redaktör.
Hanson och Jafari jobbade på serien fram till 25 juni 2013, när Jafari meddelade att han ville lämna serien för att istället jobba på sina egna. Efter att Jafari lämnade Game Grumps bytte Ninja Sex Party-sångaren Dan Avidan ut honom.
Under december 2017 meddelade Kramer att han skulle lämna serien, efter att ha jobbat som redaktör i över 5 år.
Många av spelen Game Grumps spelar är inskickade av fans.
Från och med maj 2019 har YouTube-kanalen 5 miljoner prenumeranter och över 4,7 miljarder visningar.